# Microcrasis flavifrons
Microcrasis flavifrons är en stekelart som först beskrevs av William Harris Ashmead 1895.  Microcrasis flavifrons ingår i släktet Microcrasis och familjen bracksteklar. Inga underarter finns listade i Catalogue of Life.